# Енріко Коломбарі
Енріко Коломбарі (італ. Enrico Colombari, 31 січня 1905, Ла-Спеція — 7 березня 1983, Піза) — італійський футболіст, що грав на позиції півзахисника. По завершенні ігрової кар'єри — тренер.
Виступав, зокрема, за клуби «Торіно» та «Наполі», а також національну збірну Італії.
Чемпіон Італії.

## Клубна кар'єра
У дорослому футболі дебютував 1920 року виступами за команду «Піза», в якій провів шість сезонів, взявши участь у 134 матчах чемпіонату.
Своєю грою за цю команду привернув увагу представників тренерського штабу клубу «Торіно», до складу якого приєднався 1926 року. Відіграв за туринську команду наступні чотири сезони своєї ігрової кар'єри. Більшість часу, проведеного у складі «Торіно», був основним гравцем команди. За цей час двічі виборов титул чемпіона Італії (один був анульований).
1930 року уклав контракт з клубом «Наполі», у складі якого провів наступні сім років своєї кар'єри гравця.  Граючи у складі «Наполі» також здебільшого виходив на поле в основному складі команди. У 1933 і 1934 роках ставав з командою бронзовим призером чемпіонату Італії. Брав участь у матчах розіграшу Кубка Мітропи 1934.
Протягом 1937—1938 років знову захищав кольори клубу «Піза».
Завершив ігрову кар'єру у команді «Савоя», за яку виступав протягом 1938—1939 років.

## Виступи за збірну
1928 року дебютував в офіційних матчах у складі національної збірної Італії.
Загалом протягом кар'єри у національній команді, яка тривала 6 років, провів у її формі 9 матчів.

## Кар'єра тренера
Розпочав тренерську кар'єру, ще продовжуючи грати на полі, 1938 року, очоливши тренерський штаб клубу «Савоя».
Протягом тренерської кар'єри також очолював команди «Емполі», «Тернана», «Вітторіо Венето», «Про Мольяно»,  «Тревізо», «Торрезе» та «Беллуно».
Останнім місцем тренерської роботи був клуб «Потенца», головним тренером команди якого Енріко Коломбарі був з 1953 по 1954 рік.
Помер 7 березня 1983 року на 79-му році життя у місті Піза.
| Дата       | Місто     | Господарі  | Результат | Гості      | Турнір                   | Голи | Примітки |
| ---------- | --------- | ---------- | --------- | ---------- | ------------------------ | ---- | -------- |
| 14-10-1928 | Цюрих     | Швейцарія  | 2 – 3     | Італія     | Кубок Центральної Європи | -    |          |
| 2-12-1928  | Мілан     | Італія     | 3 – 2     | Нідерланди | товариський матч         | -    |          |
| 1-12-1929  | Мілан     | Італія     | 6 – 1     | Португалія | товариський матч         | -    |          |
| 6-4-1930   | Амстердам | Нідерланди | 1 – 1     | Італія     | товариський матч         | -    |          |
| 11-5-1930  | Будапешт  | Угорщина   | 0 – 5     | Італія     | Кубок Центральної Європи | -    |          |
| 22-6-1930  | Болонья   | Італія     | 2 – 3     | Іспанія    | товариський матч         | -    |          |
| 14-2-1932  | Неаполь   | Італія     | 3 – 0     | Швейцарія  | Кубок Центральної Європи | -    |          |
| 27-11-1932 | Мілан     | Італія     | 4 – 2     | Угорщина   | товариський матч         | -    |          |
| 1-1-1933   | Болонья   | Італія     | 3 – 1     | Німеччини  | товариський матч         | -    |          |
| Усього     |           | Матчів     | 9         |            | Голів                    | 0    |          |

### Статистика виступів у кубку Мітропи
| №                      | Розіграш               | Стадія                 | Дата та місце проведення | Команда 1              | Рахунок | Команда 2       | Голи |
| ---------------------- | ---------------------- | ---------------------- | ------------------------ | ---------------------- | ------- | --------------- | ---- |
| 1                      | 1934                   | 1/8                    | 17.06.1934 Відень        | Адміра (Відень)        | 0:0     | Наполі          |      |
| 2                      | 1934                   | 1/8                    | 24.06.1934 Неаполь       | Наполі                 | 2:2     | Адміра (Відень) |      |
| 3                      | 1934                   | 1/8 перегр.            | 1.07.1934 Цюрих          | Адміра (Відень)        | 5:0     | Наполі          |      |
| Всього у кубку Мітропи | Всього у кубку Мітропи | Всього у кубку Мітропи | Всього у кубку Мітропи   | Всього у кубку Мітропи | 3       |                 | 0    |

## Титули і досягнення
- Чемпіон Італії (1):

«Торіно»: 1927–28
- Чемпіон Італії (анульовано):

«Торіно»: 1926–27